# 天大将军增三
仙女座ω，又名BD+44 307，HD 8799、SAO 37228、HR 417，是仙女座的一颗恒星，视星等为4.83，位于銀經129.56，銀緯-17，其B1900.0坐标为赤經1h 21m 40.1s，赤緯+44° -17′ 26″。